# GMK (marka samochodów)

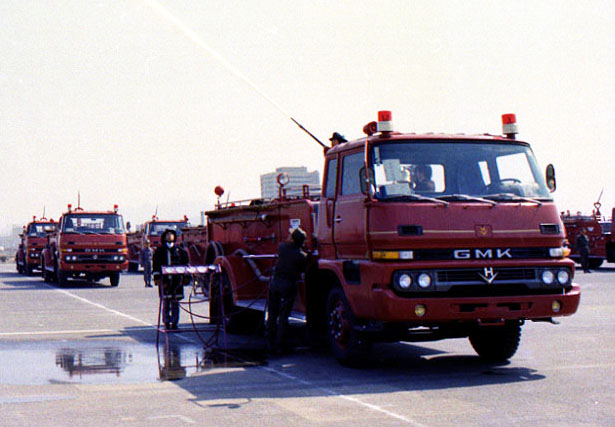
ciężarówka GMK

GMK – dawny południowokoreański producent samochodów osobowych i ciężarowych, z siedzibą w Inczonie, działający w latach 1972–1976. Należał do amerykańskiego koncernu General Motors.

## Historia
Po tym, jak w 1972 roku japońska Toyota zakończyła współpracę południowokoreańskim przedsiębiorstwem motoryzacyjnym Shinjin Motors, zostało ono przejęte przez amerykański koncern General Motors i przemianowane na GM Korea. Dotychczasową gamę będącą licencyjnymi odmianami modeli Toyoty zastąpił Chevrolet 1700 będący eksportową odmianą australijskiego Holdena Torany, a także model Rekord będący lokalną odmianą europejskiego Opla Rekorda. W przeciwieństwie do pierwszego modelu, pojazd oferowano pod marką GMK.
Po 4 latach istnienia filii GM Korea, zdecydowano się zmienić jej nazwę na Saehan Motors. Analogicznie, wszystkie oferowane przez nią dotychczasowe zyskały przemianowaną markę.

## Modele samochodów

### Historyczne
- Rekord (1972–1978)
- Rekord Royale (1975–1978)